# 第17太陽週期
第17太陽週期是從1755年開始紀錄太陽黑子以來的第17太陽週期。這個週期開始於1933年9月，結束於1944年2月，持續了10.4年。最大平滑黑子數（超過12個月期間的黑子月平均數值）為119.2（1937年4月），最小的數值為7.7，在這個週期內總共約有269天沒有黑子。1938年1月5日的宏偉極光遍布歐洲各地，遠在南方的葡萄牙和西西里都能看見，使許多人受到驚嚇。有些人認為紅色的光表示大火，而有些人聯想到法蒂瑪預言。在1940年4月3日的極光在紐約能看見。